# Obispado castrense de Colombia
El obispado castrense de Colombia, diócesis castrense de Colombia u ordinariato militar de Colombia es una circunscripción eclesiástica de la Iglesia católica en Colombia. Se trata de un ordinariato militar latino, inmediatamente sujeto a la Santa Sede (agregado a la provincia eclesiástica de Bogotá). Desde el 7 de diciembre de 2020 el ordinario militar era el obispo Víctor Manuel Ochoa Cadavid quien falleció el 1 de junio de 2025, actualmente la sede esta vacante. 

## Territorio y organización
El ordinariato militar tiene jurisdicción personal peculiar ordinaria y propia sobre los fieles católicos militares de rito latino (y otros fieles definidos en los estatutos), incluso si se hallan fuera de las fronteras del país, pero los fieles continúan siendo feligreses también de la diócesis y parroquia de la que forman parte por razón del domicilio o del rito, pues la jurisdicción es cumulativa con el obispo del lugar. Los cuarteles y los lugares reservados a los militares están sometidos primera y principalmente a la jurisdicción del ordinario militar, y subsidiariamente a la jurisdicción del obispo diocesano cuando falta el ordinario militar o sus capellanes. El ordinariato tiene su propio clero, pero los obispos diocesanos le ceden sacerdotes para llevar adelante la tarea de capellanes militares de forma exclusiva o compartida con las diócesis. Su jurisdicción comprende las Fuerzas Militares (Ejército Nacional, la Armada de la República y Fuerza Aérea Colombiana) y de la Policía Nacional de Colombia, e igualmente a sus familias en cualquier parte del país.
La sede del ordinariato militar se encuentra en la ciudad de Bogotá, en donde se halla la Catedral castrense Jesucristo Redentor.
En 2021 en el ordinariato militar existían 186 parroquias. Además de la vicaría general, existen las siguientes vicarías:
- Vicaría episcopal para el Ejército Nacional;
- Vicaría episcopal para la Fuerza Aérea;
- Vicaría episcopal para la Armada Nacional;
- Vicaría episcopal para la Policía Nacional.[4]

Desde 1990 cuenta con un seminario mayor ubicado en la ciudad de Bogotá, donde se forman los futuros capellanes castrenses para el servicio pastoral de la fuerza pública colombiana, denominado Seminario Mayor Castrense de Colombia «Jesucristo Redentor», pionero a nivel mundial en esta formación presbiteral.

## Historia
El vicariato castrense de Colombia fue erigido el 13 de octubre de 1949.
El 29 de diciembre de 1959, con el decreto Cum Romano Pontifici de la Sagrada Congregación Consistorial, se establecieron algunas disposiciones canónicas para el vicariato castrense: en la circunstancia de sede vacante, antes de que tomara posesión el arzobispo de Bogotá, a quien estaba asociado el vicariato castrense, el primer capellán ejercía los derechos que un vicario capitular puede ejercer en las diócesis; los casos del vicariato fueron delegados en primera instancia al juzgado metropolitano de la arquidiócesis de Medellín, en segunda instancia al juzgado metropolitano de la arquidiócesis de Bogotá.
Mediante la promulgación de la constitución apostólica Spirituali Militum Curae por el papa Juan Pablo II el 21 de abril de 1986 los vicariatos militares fueron renombrados como ordinariatos militares o castrenses y equiparados jurídicamente a las diócesis. Cada ordinariato militar se rige por un estatuto propio emanado de la Santa Sede y tiene a su frente un obispo ordinario nombrado por el papa teniendo en cuenta los acuerdos con los diversos Estados.

## Estadísticas
Según el Anuario Pontificio 2022 la diócesis en 2021 tenía 158 sacerdotes y 6 religiosos.
| Año                                                                             | Población            | Población | Población      | Sacerdotes | Sacerdotes    | Sacerdotes    | Bautizados por sacerdote | Diáconos permanentes | Religiosos | Religiosos | Parroquias |
| Año                                                                             | Bautizados católicos | Total     | % de católicos | Total      | Clero secular | Clero regular | Bautizados por sacerdote | Diáconos permanentes | Varones    | Mujeres    | Parroquias |
| ------------------------------------------------------------------------------- | -------------------- | --------- | -------------- | ---------- | ------------- | ------------- | ------------------------ | -------------------- | ---------- | ---------- | ---------- |
| 1999                                                                            |                      |           |                | 160        | 156           | 4             |                          |                      | 4          | 6          | 197        |
| 2000                                                                            |                      |           |                | 153        | 146           | 7             |                          |                      | 7          | 6          | 209        |
| 2001                                                                            |                      |           |                | 155        | 148           | 7             |                          |                      | 7          |            | 232        |
| 2002                                                                            |                      |           |                | 157        | 151           | 6             |                          |                      | 6          |            | 243        |
| 2003                                                                            |                      |           |                | 169        | 162           | 7             |                          |                      | 7          |            | 251        |
| 2004                                                                            |                      |           |                | 150        | 144           | 6             |                          |                      | 6          | 5          | 241        |
| 2013                                                                            |                      |           |                | 191        | 186           | 5             |                          |                      | 5          | 3          | ?          |
| 2016                                                                            |                      |           |                | 163        | 160           | 3             |                          |                      | 3          | 1          | 191        |
| 2019                                                                            |                      |           |                | 165        | 156           | 9             |                          |                      | 9          |            | 189        |
| 2021                                                                            |                      |           |                | 158        | 152           | 6             |                          |                      | 6          |            | 186        |
| Fuente: Catholic-Hierarchy, que a su vez toma los datos del Anuario Pontificio. |                      |           |                |            |               |               |                          |                      |            |            |            |

## Episcopologio

### Vicarios castrenses
- Ismael Perdomo Borrero † (1949-1950)
- Crisanto Luque Sánchez † (14 de julio de 1950-7 de mayo de 1959 falleció)
- Luis Concha Córdoba † (19 de mayo de 1959-29 de julio de 1972 retirado)
- Aníbal Muñoz Duque † (30 de julio de 1972-25 de junio de 1984 retirado)
- Mario Revollo Bravo † (25 de junio de 1984-7 de junio de 1985 renunció)
- Víctor Manuel López Forero † (7 de junio de 1985-21 de abril de 1986 nombrado obispo castrense)

### Obispos castrenses
- Víctor Manuel López Forero † (21 de abril de 1986-21 de junio de 1994 nombrado arzobispo de Nueva Pamplona)
  - Sede vacante (1994-1997)
- Álvaro Raúl Jarro Tobos † (24 de junio de 1997-19 de enero de 2001 renunció)
- Fabio Suescún Mutis (19 de enero de 2001-7 de diciembre de 2020 retirado)
- Víctor Manuel Ochoa Cadavid † (7 de diciembre de 2020-1 de junio de 2025 falleció)